# 2654 Ristenpart
2654 Ristenpart eller 1968 OG är en asteroid i huvudbältet som upptäcktes den 18 juli 1968 av den båda chilenska astronomerna Carlos R. Torres och S. Cofré på Cerro El Roble. Den har fått sitt namn efter den tyske astronomen Friedrich W. Ristenpart.
Asteroiden har en diameter på ungefär 16 kilometer.